# Differenciálszámítás

Egyváltozós függvényrajz (feketével), és ennek érintője (vörössel) a piros körrel jelzett pontban. Az érintő meredeksége megegyezik az adott pontban számított deriválttal. A képen az érintő lejt, így az itteni derivált egy negatív szám

A differenciálszámítás (amelyet a némileg eltérő jelentésű deriválás kifejezéssel is illetnek) a matematikai analízis egyik legfontosabb módszere. Azt vizsgálja, hogy a (valós vagy komplex értékű) függvények hogyan változnak néhány (esetleg az összes, de legalább egy) független változó változására. Ennek jellemzésére a differenciálszámítás elsődleges fontosságú fogalma, a derivált szolgál.
Egyváltozós valós-valós függvénynél (valós számokhoz valós számokat rendelünk, síkban többnyire ábrázolható) a pontbéli derivált egyenlő az adott pontban húzott érintő meredekségével (kivétel ez alól az inflexiós pont). Általánosságban egy függvény deriváltja megmutatja az adott függvény tárgyalt pontjában való legjobb lineáris közelítését.
A derivált megkeresésének folyamatát nevezik differenciálásnak. Bizonyítható, hogy a differenciálás az integrálás inverz művelete.
A differenciálszámítást a természettudományok túlnyomó részében használják. Például a fizikában egy testre vonatkozó helyvektor időfüggvényének idő szerinti első deriváltja a sebesség. Newton második mozgási törvénye értelmében egy adott testre ható erővektorok algebrai összegének időfüggvénye egyenlő a testre vonatkozó impulzusvektor időfüggvényének idő szerinti első deriváltjával. A kémiában a reakciósebességeket, az operációkutatásban a gazdaságosságokat, a játékelméletben megfelelő stratégiákat lehet meghatározni vele stb.
A deriváltakat gyakran függvények extrémumainak meghatározására is alkalmazzák. Függvényegyenletek is tartalmazhatnak deriváltakat, ezeket differenciálegyenleteknek nevezik. Sok jelenséget le lehet írni a differenciálszámítás alkalmazásával, általában azokat, melyek folytonos mozgással vagy változásokkal modellezhetőek.
A deriválási tételek, szabályok, tulajdonságok és ezek általánosításai megjelennek még a komplex analízisben, a függvényanalízisben, a differenciálgeometriában, az absztrakt algebrában is, illetve mind az elméleti, mind az alkalmazott természettudományok további területein.

## A derivált
- Az alábbiakban csakis kizárólag egyváltozós, valós explicit függvények differenciálásával fogunk foglalkozni.

Legyen x és y valós szám, és y legyen x függvénye, tehát y = f(x). Az egyik legegyszerűbb függvény a lineáris függvény. Ennek képe egy egyenes. Ekkor y = f(x) = m x + c, ahol m és c valós számok. Itt m határozza meg f(x) meredekségét, c pedig azt, hogy f(x) hol metszi az y tengelyt (leggyakrabban ezt vertikális tengelyként ábrázoljuk). Könnyen belátható, hogy {\displaystyle \scriptstyle m={\frac {\mathrm {v{\acute {a}}ltoz{\acute {a}}s} ~y}{\mathrm {v{\acute {a}}ltoz{\acute {a}}s} ~x}}={\Delta y \over {\Delta x}}\,}. A Δ a görög delta betű, jelentése itt: "változás". Mivel y + Δy = f(x+ Δx) = m (x + Δx) + c = m x + c + m Δx = y + mΔx, ebből következik, hogy Δy = m Δx.
Bár ez csak lineáris függvényekre igaz, folytonos f függvényt közelíthetünk lineáris függvénnyel.

### Elemi függvények deriváltjai
Tételezzük fel, hogy f(x) függvény az értelmezési tartomány egészén folytonos, tehát nincs szakadása, továbbá differenciálható.
| Alapfüggvény típusa    | Általános jelölése                                     | (elsőrendű) Deriváltja                                                  |
| ---------------------- | ------------------------------------------------------ | ----------------------------------------------------------------------- |
| Konstans függvény      | {\displaystyle f(x)=c\quad (c\in R)}                   | {\displaystyle f'(x)=0\,}                                               |
| Lineáris függvény      | {\displaystyle f(x)=cx\,}                              | {\displaystyle f'(x)=c\,}                                               |
| Hatványfüggvény        | {\displaystyle f(x)=cx^{n}\,}                          | {\displaystyle f'(x)=cn\cdot x^{n-1}}                                   |
| Szinusz trig.m.fv.     | {\displaystyle f(x)=\sin x\,}                          | {\displaystyle f'(x)=\sin \left({\frac {\pi }{2}}+k2\pi \right)=\cos x} |
| Koszinusz trig.m.fv.   | {\displaystyle f(x)=\cos x\,}                          | {\displaystyle f'(x)=\sin(\pi +k2\pi )=-\sin(x)\,}                      |
| Exponenciális függvény | {\displaystyle f(x)=c^{x}\,}                           | {\displaystyle f'(x)=c^{x}\cdot \ln c}                                  |
| Logaritmusfüggvény     | {\displaystyle f(x)=\log _{c}x={\frac {\ln x}{\ln c}}} | {\displaystyle f'(x)={\frac {1}{x\cdot \ln c}}}                         |

Inverz- és egyéb további függvények deriváltjairól a Derivált szócikkben olvashatsz.

### Differenciálási szabályok
Vannak olyan összetett függvények, melyek nem lettek külön megemlítve az elemi függvények deriváltfüggvényei között. Ezek például a két függvény hányadosából előállított függvények. Összetett függvények differenciálásához szükségesek a következő szabályok:
- {\displaystyle \left[f(x)\pm g(x)\right]'=f'(x)\pm g'(x)}

miszerint, két függvény összegének deriváltján az egyik függvény deriváltjának, valamint a másik függvény deriváltjának összegét értjük.
- {\displaystyle \left[c\!\cdot \!f(x)\right]'=c\!\cdot \!f'(x)}

tehát, bármely függvény "szorzó-konstansa" kivihető a deriváltjel alól (melyek az integrálási azonosságokhoz hasonlóan adódnak).
- {\displaystyle \left[f(x)\cdot g(x)\right]'=f'(x)\!\cdot \!g(x)\;+\;f(x)\!\cdot \!g'(x)}

vagyis, azt mondhatjuk, hogy két függvény szorzatának deriváltja az egyik függvény deriváltjának és a másik függvény szorzatának, valamint az egyik függvény és a másik függvény deriváltjának szorzatának összegével egyenlő.
- {\displaystyle \left[{\frac {f(x)}{g(x)}}\right]'={\frac {f'(x)\!\cdot \!g(x)\;-\;f(x)\!\cdot \!g'(x)}{g^{2}(x)}}}

avagy, két függvény hányadosának deriváltján (a két függvény szorzatának deriváltjából kiindulva) az egyik függvény deriváltjának és a másik függvény szorzatának, valamint az egyik függvény és a másik függvény deriváltjának szorzatának különbségének és a második függvény négyzetének hányadosával egyenlő.
- {\displaystyle \left[(f\circ g)(x)\right]'=\left[f(g(x))\right]'=f'(g(x))\!\cdot \!g'(x)} (láncszabály)

azaz, két függvény kompozíciójának deriváltja az első függvény deriváltjának a második függvény értékén, és a második függvény deriváltjának szorzatával egyenlő.

## A differenciálszámítás gyakorlati alkalmazása

### Analízis
Legyen adott az {\displaystyle \scriptstyle f(x)=x^{3}+8x^{2}+16x} harmadfokú függvény. Elemezzük ezt a függvényt az alábbi szempontok alapján:
- Függvénytípus meghatározása (a függvénycsalád definiálása)
- Értelmezési tartomány
- Értékkészlet
- Zérushely(ek)
- Határérték
- Szélsőértékek (extrémumok)
- Monotonitás
- Inflexiós pont(ok)
- Konvexitás
- Sajátos függvényvonások: paritás (és szimmetria), aszimptoták.

Függvénytípus:
Egyváltozós explicit, algebrai és harmadfokú függvény.
Értelmezési tartomány:
{\displaystyle \scriptstyle D_{f}:\forall x\in \mathbb {R} }
Értékkészlet:
{\displaystyle \scriptstyle R_{f}:\forall y\in \mathbb {R} }
Zérushely(ek):
A zérushelyek megállapításához meg kell oldanunk a következő harmadfokú egyenletet:
{\displaystyle \scriptstyle x^{3}+8x^{2}+16x=0}
{\displaystyle \scriptstyle x(x^{2}+8x+16)=0} (kiemeltünk 'x'-et)
Ebből a megoldások: {\displaystyle \scriptstyle x_{1}=0} és {\displaystyle \scriptstyle x_{2}=-4}
Határérték(ek):
{\displaystyle \lim _{x\rightarrow +\infty }x^{3}+8x^{2}+16x=+\infty }
{\displaystyle \lim _{x\rightarrow -\infty }x^{3}+8x^{2}+16x=-\infty }
(tehát a függvénynek az értelmezési tartomány egészén nincs határértéke /az {\displaystyle \scriptstyle x\in \mathbb {R} } intervallumon/.)
Extrémumok (lokális szélsőértékek):
Bármely függvény (lehetséges!) szélsőértékeinek helyét a függvény első deriváltjának zérushelye(i) adja:
{\displaystyle \scriptstyle f'(x)=3x^{2}+16x+16}
{\displaystyle \scriptstyle 3x^{2}+16x+16=0}
{\displaystyle \scriptstyle x_{1}=-1{\frac {1}{3}}}
{\displaystyle \scriptstyle x_{2}=-4}
Hogy melyik x lesz a minimum és maximum hely, azt az f(x)-be történő behelyettesítés után kapott érték után tudjuk egyértelműen eldönteni (a kapott x-eket helyettesítsük be f(x)-be!):
{\displaystyle \scriptstyle f(x)=x^{3}+8x^{2}+16x}
{\displaystyle \scriptstyle x_{1}=-1{\frac {1}{3}}}
{\displaystyle \scriptstyle f(x_{1}=-1{\frac {1}{3}})=\left(-1{\frac {1}{3}}\right)^{3}+8\cdot \left(-1{\frac {1}{3}}\right)^{2}+16\cdot \left(-1{\frac {1}{3}}\right)=-256/27\approx -9,4815}
{\displaystyle \scriptstyle f(x)=x^{3}+8x^{2}+16x}
{\displaystyle \scriptstyle x_{2}=-4}
{\displaystyle \scriptstyle f(x_{2}=-4)=(-4)^{3}+8\cdot (-4)^{2}+16\cdot (-4)=0}
Tehát: {\displaystyle \scriptstyle f(x_{2})>f(x_{1})}
Így:
{\displaystyle \scriptstyle x_{\max }=-4;x_{\min }=-1{\frac {1}{3}}}.
Ha az első derivált 0, még mindig elképzelhető, hogy a függvénynek azon a helyen nincs sem lokális minimuna, sem lokális maximuma, például a {\displaystyle \scriptstyle g(x)=x^{3}} függvény deriváltja a 0 helyen:
{\displaystyle {\frac {d}{dx}}x^{3}{\Bigg |}_{x=0}=0}, pedig nincs szélsőérték.
Monotonitás:
A monotonitás meghatározásához többféle kalkulus módszert és/vagy tételt alkalmazhatunk, mi azonban használjuk fel azt, hogy az extrémumok meghatározása után vagyunk és tudunk következtetést mondani a függvény egyszerűsége miatt a függvény monotonitására. A páratlan kitevős algebrai függvény grafikonja és a lokális szélsőértékek miatt:
f(x) függvény extrémumai (x):
{\displaystyle \scriptstyle x_{\max }=-4} és {\displaystyle \scriptstyle x_{\min }=-1{\frac {1}{3}}}, tehát tekintsük ezen pontok halmazait monotonitás szempontjából:
- Az f(x) függvény szigorúan monoton növekvő az {\displaystyle \scriptstyle x\in ]-\infty ;-4[\cup ]-1{\frac {1}{3}};+\infty [} intervallumon
- Az f(x) függvény szigorúan monoton csökkenő ugyanezen valós számhalmaz komplementerén, azaz: {\displaystyle \scriptstyle x\in ]-4;-1{\frac {1}{3}}[}

Inflexiós pontok (konvexitás határok):
Bármely függvény inflexiós pontja(i)nak helyét a függvény második deriváltjának zérushelye(i) adja meg:
{\displaystyle \scriptstyle f''(x)=6x+16}
{\displaystyle \scriptstyle 6x+16=0}
{\displaystyle \scriptstyle x={\frac {-16}{6}}}
Az inflexiós pont (IP) koordinátái: {\displaystyle \scriptstyle IP\left(-{\frac {16}{6}};-{\frac {256}{54}}\right)}.
Figyeljünk arra, hogy inflexiós pont sem mindig létezik, csak ha {\displaystyle \scriptstyle f'''(x_{0})\neq 0}, tehát a harmadik deriváltnak zérustól különbözőnek kell lennie. Vannak azonban olyan esetek, amikor ennek ellenére mégis van zérushelye a függvénynek (pl. az {\displaystyle \scriptstyle f(x)=x\cdot |x|}, mivel e függvény inflexiós pontja: {\displaystyle \scriptstyle IP(0;0)}).
Konvexitás:
Az inflexiós pontnak és a függvény grafikonjának megsejtésének köszönhetően megmondhatjuk, hogy a függvény hol konvex, illetve konkáv:
- Az f(x) függvény konvex az x ∈ ]-∞ ; -16/6 [ intervallum egészén;
- Az f(x) függvény konkáv az x ∈ ]-16/6 ; +∞ [ intervallum egészén.

### Koordinátageometria
Lineáris közelítés:
Legyen adott f függvény. Ekkor f-nek az x0 abszcisszájú pontjába húzható érintőjének egyenlete:
y = f(x0)+f'(x0)(x-x0).
Tekintsük az f(x)=x² algebrai polinom függvényt, valamint x0=4 pontját. Ekkor f-nek az x0 abszcisszájú pontjába húzható érintő egyenes egyenlete esetünkben: y = 16 + 8(x-4), azaz: 8x - y = 16.
Megj.: minden lineáris és konstans függvény érintője önmaga (∀x∈R-ben)
Simulókör egyenlete:
Ívdifferenciál kiszámítása:
A függvények differenciáljának definícióját felhasználva: r = √1+y'².

### Differenciálegyenletek
Differenciálegyenletek megoldása és megoldhatósága, nevezetes és közönséges differenciálegyenletek és problémák.

### Egyéb analitikus területek
Középérték tétel:
Legyen adott az f függvény, amelyre teljesül, hogy folytonos az [a, b] intervallumon, valamint differenciálható az ]a, b[ intervallumon. Ekkor ∃c∈]a, b[, hogy azt mondhatjuk:
[f(b)-f(a)]:(b-a) = f'(c).
Függvények közelítő értéke:
Legyen adott f függvény, melynek x0 helyen vett helyettesítési értékét nem, vagy csak feltételesen, illetve legtöbbször csak hosszú munkával tudnánk kiszámítani. Ekkor az f(x0+t) helyettesítési értéket a differenciálszámítás tulajdonságát kihasználva felbontással úgy kapjuk, hogy: f(x0+t) = f(x0)+f'(x0)t (feltéve, hogy t minimális).
Számítsuk ki f=√1000 értékét! Nyilvánvaló, hogy 1024-et könnyen meg tudjuk mondani kettő egész kitevős hatványaként: 210, mely 1000-hez kellően közeli környezetében van. Ekkor a képletet felhasználva:
f(1024-24)=32+(1/2·32)·(-24) ≈ 31,62.